# 山豹 (地名)
山豹，是臺灣臺南市左鎮區的一個傳統地域名稱，位於該區中部略偏北，並向北北東延伸至邊界。相較於今日行政區，其範圍大致包括澄山里不含北端的西北大半部及東部邊界地帶中央兩段。
本地區境內主要聚落為過嶺。

## 歷史
台灣日治初期，山豹地區為一街庄，稱為「山豹庄」（舊制街庄），隸屬於外新化南里。該庄昔日北與石仔崎庄為鄰，東邊北段與左鎮庄為鄰，東邊南段及東南邊與崗仔林庄為鄰，南邊為草山庄、崎頂庄，西南邊為大坑尾庄，西邊為礁坑仔庄。
1901年（日治明治三十四年）11月11日，全台廢縣廳改設二十廳，該庄隸屬於臺南廳。1904年（明治三十七年）3月31日，該庄編入「南外新化區」，隸屬於臺南廳。1909年（明治四十二年）10月25日，全台合併二十廳為十二廳，南外新化區仍隸屬於臺南廳。1920年（大正九年）10月1日，全台地方制度大改正，廢十二廳改設五州二廳，該庄改制為「山豹」大字，隸屬於臺南州新化郡左鎮庄（新制街庄）。
戰後左鎮庄改制為左鎮鄉，隸屬於臺南縣，大字亦改制為村。1950年（民國39年）10月25日，雲、嘉、南分治，左鎮鄉仍隸屬於臺南縣。2010年（民國99年）12月25日，臺南縣、市合併為直轄臺南市，左鎮鄉改制為左鎮區，村亦改制為里。

## 聚落
本地區發展較早的聚落為山豹（已消失）、蚵殼坑（已消失）、紅水坑（已消失）、過嶺、三崁（已消失），在日治初期的官方地圖上已有記載。

## 交通
區道南168-2線是左鎮至大谷山的道路，經過本地區東部的過嶺聚落。

## 學校
- 澄山國小（已廢校）